# Gianluca Mager
Gianluca Mager (Sanremo, 1º dicembre 1994) è un ex tennista italiano.
Si è messo in luce in singolare raggiungendo la finale al torneo ATP 500 del Rio Open 2020, ha vinto alcuni tornei dell'ATP Challenger Tour e si è spinto fino al 62° posto del ranking ATP nel novembre 2021, permanendo nella top 100 per 51 settimane, di cui 23 consecutive.

## Carriera

### Biografia e inizi
È nato in Liguria da una famiglia di origini tedesche. Partecipa per la prima volta a un torneo professionistico alla Sanremo Tennis Cup 2010 e viene eliminato al primo turno delle qualificazioni. L'anno dopo vince il suo primo incontro nelle qualificazioni sia in un Challenger che in un Futures. Nel maggio 2012 gioca e vince il primo incontro in doppio nel tabellone principale di un torneo Fututes. L'anno successivo esordisce con una wild-card in singolare in un tabellone principale di un Futures e viene sconfitto al primo turno. Nel luglio 2013 vince i suoi primi due incontri in singolare nel main draw di un Futures nel torneo Italy F19 di La Spezia e viene eliminato nei quarti da Daniele Giorgini, conquistando i primi punti nel ranking ATP. In settembre debutta nel tabellone principale di un Challenger al Genoa Open e perde al primo turno da Tejmuraz Gabašvili, tre settimane dopo si spinge fino in semifinale all'Italy F27 Futures di Santa Margherita di Pula.

### 2014-2016: due titoli ITF e top 300
Nel maggio del 2014 perde la sua prima semifinale Futures all'F15 di Bergamo. Ad agosto arriva per la prima volta in finale di un Futures sia in singolare sia in doppio all'F2 di Telavi, in Georgia, perdendo rispettivamente con Daniil Medvedev in tre set e con la coppia Gregoire Barrere / Luca Margaroli in due set. La settimana dopo sempre a Telavi si prende la rivincita su Medvedev in semifinale del Georgia F3 e conquista il primo trofeo Futures in carriera approfittando del ritiro in finale di Cristobal Saavedra-Corvalan. Il mese dopo all'Italy F31 a Santa Margherita di Pula perde la finale in singolare e vince quella in doppio in coppia con Federico Maccari. Prima di fine stagione perde a Santa Margherita le finali in singolare e in doppio dell'Italy F32 e quella in singolare dell'Italy F39, spingendosi fino al 448º posto del ranking.
A maggio partecipa per la prima volta alle qualificazioni di un torneo ATP agli Internazionali d'Italia e viene sconfitto al secondo turno dal nº 87 ATP Marsel İlhan dopo avere passato il primo per il ritiro del nº 76 Blaž Kavčič. In giugno vince il suo primo incontro nel main draw di un Challenger agli Internazionali di Tennis Città di Perugia superando in tre set Nicolas Barrientos, al secondo turno cede in due partite a Pablo Carreño Busta. Esce al secondo turno anche nei Challenger di Todi e Milano. In settembre vince il suo secondo Futures all'Italy F27 di Santa Margherita di Pula, superando in finale in tre set Yannick Maden. Subito dopo arriva ai quarti nel Challenger di Sibiu. Il 1º novembre vince il Futures Italy F33 a Santa Margherita di Pula battendo in due set Lorenzo Sonego nella finale e arriva alla 319ª posizione del ranking.
Dall'inizio del 2016 Mager si concentra soprattutto nei tornei Challenger. Ad aprile elimina al primo turno a Napoli la testa di serie nº 3 e nº 112 ATP Jan-Lennard Struff e perde al secondo da Marius Copil. A maggio perde nei quarti di finale al Challenger di Mestre contro Horacio Zeballos. Esce nuovamente ai quarti nei tornei Challenger a luglio a San Benedetto del Tronto, a settembre a Genova e a ottobre a Casablanca, sconfitto in due set rispettivamente da Federico Gaio, Jerzy Janowicz e Kamil Majchrzak. Con i punti ottenuti a Genova il 12 settembre entra per la prima volta tra i primi trecento tennisti del ranking mondiale.

### 2017-2019: quarto titolo ITF, prima vittoria ATP e top 200
Nel 2017 Mager non ottiene grandi risultati; dopo una serie di eliminazioni premature nei Challenger, grazie a una wild card debutta nel tabellone principale di un torneo ATP a maggio agli Internazionali d'Italia, ed è costretto al ritiro per crampi al primo turno sul risultato di 7-6, 4-6, 0-3 in favore di Aljaž Bedene. A fine giugno perde 1-6, 1-6 nei quarti del Milano ATP Challenger da Guido Pella, che si aggiudicherà il titolo. A luglio vince il suo quarto Futures all'Italy F21 di Casinalbo superando in tre set Andrea Collarini. Non ottiene altri risultati di rilievo e a fine stagione si trova 440º nel ranking, sua peggior posizione dal febbraio 2015.
Nella prima parte di stagione gioca esclusivamente tornei Futures senza particolari risultati fino ad aprile, quando torna a disputare una finale all'Italy F7 di Santa Margherita Di Pula, perdendola contro Lorenzo Giustino. Rientra quindi nel circuito Challenger e a maggio perde nei quarti ad Aix-en-Provence contro Bernard Tomić. Il 1º luglio gioca la sua prima finale in un Challenger a Milano e perde in due set da Laslo Đere, risultato che gli consente di rientrare nella top 300 del ranking. Ad agosto esce nei quarti al Challenger di Pullach per mano di Kevin Krawietz, dopo che al primo turno aveva per la prima volta superato sul campo un top 100 del ranking, il nº 97 Paolo Lorenzi; in precedenza aveva ottenuto due vittorie contro giocatori top 100 per ritiro dell'avversario. Chiude la stagione al 270º posto mondiale, suo nuovo best ranking.
Il 20 gennaio 2019 vince per la prima volta un trofeo Challenger a Coblenza, sconfiggendo in finale Roberto Ortega-Olmedo con il risultato di 2-6, 7-6, 6-2. A Chennai viene eliminato in singolare agli ottavi ma conquista il suo primo Challenger in doppio battendo in due set con Andrea Pellegrino la coppia Matt Reid / Luke Saville. A febbraio viene eliminato ai quarti nel Challenger di Bangkok e a fine torneo entra per la prima volta nella top 200 ATP. Perde quindi per altre tre volte consecutive nei quarti ai Challenger di Yokohama, Marbella e Sophia-Antipolis, in quest'ultimo supera in due set negli ottavi il nº 50 ATP Pierre-Hugues Herbert. Al successivo Open Barletta conquista il suo secondo titolo Challenger grazie al ritiro in finale di Nikola Milojevic. Dopo due quarti di finale a Bordeaux e Aix-en-Provence, partecipa per la prima volta alle qualificazioni di un torneo del Grande Slam, al Roland Garros e viene eliminato al secondo turno da Santiago Giraldo. Subito dopo perde in due set la semifinale contro Alessandro Giannessi agli Internazionali Città di Vicenza e arriva nei quarti a Poznan. Questa serie di risultati lo portano a giugno al 128º posto del ranking.
Il 15 ottobre 2019 viene ripescato nell'ATP 250 di Stoccolma a causa del ritiro di Tommy Paul e ottiene la prima vittoria nel circuito maggiore ai danni di Pablo Andújar, in tre set, con il punteggio di 5-7, 6-1, 6-1; nel turno successivo viene battuto in due set da Pablo Carreño Busta.
Chiude la stagione alla posizione n°118 della classifica mondiale.

### 2020: prima finale ATP, top 80, esordio in Davis
Inizia l'annata con una eliminazione al primo turno al 250 di Doha per opera di Alejandro Davidovich Fokina.
Il 6 gennaio sale alla posizione no 114 della classifica ATP.
Agli Australian Open si ferma al secondo turno del torneo di qualificazioni, sconfitto da Max Purcell. Nel Challenger di Punta Del Este esce all'esordio per mano del brasiliano Felipe Meligeni Rodrigues Alves. Nel torneo ATP 250 di Cordoba, supera al primo turno il qualificato argentino Juan Pablo Ficovich in tre set, prima di arrendersi, sempre in tre partite, a Pablo Cuevas. Al torneo ATP 250 di Buenos Aires viene eliminato nel primo turno di qualificazioni dalla wild card argentina Juan Manuel Cerúndolo.
A Rio de Janeiro, dopo avere superato le qualificazioni, eliminando in due set Andrea Collarini e Attila Balázs, vince il suo primo incontro in un torneo ATP 500, battendo in due set l'ottava testa di serie Casper Ruud. Negli ottavi di finale supera sempre in due partite il portoghese João Domingues. I quarti lo vedono imporsi in due set su Dominic Thiem, testa di serie no 1, quarto giocatore del mondo e primo top 10 da lui sconfitto in carriera. In semifinale bissa il successo sul lucky loser Attila Balázs raggiungendo la sua prima finale ATP in carriera e diventando il terzo tennista italiano a compiere l'impresa in un torneo ATP 500, l'unico a esserci riuscito alla prima partecipazione. Nell'ultimo atto cede in due set a Cristian Garín.
Il 24 febbraio sale alla posizione numero 77 della classifica mondiale diventando il quinto tennista del proprio Paese.
A marzo il capitano non giocatore Corrado Barazzutti lo convoca per la prima volta in nazionale, per la sfida contro la Corea del Sud nel turno preliminare della Coppa Davis 2020, dove regala all'Italia il secondo punto battendo in due set Nam Ji-sung.
La ripresa del circuito dopo il blocco causato dalla pandemia di Covid-19 è piuttosto avara di soddisfazioni: eliminato al debutto sia agli US Open che nell'inedito Roland Garros autunnale, a Roma come nella prima edizione del Sardegna Open, chiude il 2020 al centesimo posto della classifica ATP

### 2021: il best ranking,  quattro quarti di finale ATP e un titolo Challenger
Apre la stagione con i quarti di finale di Delray Beach dove supera gli statunitensi Ryan Harrison e Sam Querray prima di essere sconfitto a sorpresa dal qualificato Christian Harrison. Subito eliminato nei due tornei disputati nel breve swing australiano, tutto concentrato a Melbourne a causa dei cambi di calendario dovuti alla pandemia, torna a vincere un match sulla terra sudamericana, a Buenos Aires, battendo Caruso prima di perdere contro Andujar. A marzo conquista il terzo titolo Challenger a Marbella superando in finale Jaume Munar. Sempre a Marbella ma nel torneo 250, batte al primo turno Kukuškin ma agli ottavi viene eliminato da Casper Ruud. Raggiunge i secondi quarti di finale in stagione a Belgrado dove, partito dalle qualificazioni e approdato al tabellone principale, elimina Đere e Popyrin prima di cedere a Aslan Karacev. Ottiene una wild card a Roma dove supera al primo turno il numero 23 del mondo De Minaur ma al turno successivo perde il derby azzurro con Sonego. Al Roland Garros vince il suo primo incontro in uno slam battendo in quattro set Peter Gojowczyk; al secondo turno è ancora un altro tennista italiano, Jannik Sinner, a sbarrargli la strada sconfiggendolo ancora in quattro set. Anche a Wimbledon ottiene la sua prima vittoria in carriera battendo Londero prima di perdere in quattro set contro Kyrgios. Tornato sulla terra rossa raggiunge gli ottavi a Umago e i quarti a Kitzbuhel, sconfitto entrambe le volte dal tedesco Altmaier.
Nell'utima parte di stagione, quella sul cemento, dopo l'eliminazione al debutto agli US Open contro Thompson, ritrova i quarti di finale a Sofia eliminando Mannarino e Kecmanović ma perdendo poi contro Monfils. Raggiunge il secondo turno nel Masters 1000 di Indian Wells, eccezionalmente disputato ad ottobre, grazie alla vittoria su Fucsovics ma è di nuovo Monfils a batterlo nel turno successivo. Le qualificazioni conquistate nel 500 di Vienna e nell'ultimo Masters100 dell'anno di Parigi gli consentono, nonostante le sconfitte al primo turno rispettivamente contro Novak e Auger-Aliassime, di ritoccare il suo best ranking arrivando alla posizione 62 del ranking ATP il 22 novembre.

### 2022-2023: un titolo Challenger alle Canarie e gli infortuni
Nei tornei australiani raccoglie due vittorie nei due tornei di Adelaide in apertura del tour 2022, contro Cerúndolo e Heraismaŭ, che lo aveva eliminato nel primo dei due tornei e, come al debutto dell'anno precedente, viene eliminato al primo turno dei Australian Open per mano del numero sei del mondo Rublëv. Dopo il torneo di Pune, dove non sfrutta il bye ricevuto in quanto testa di serie e perde al debuto nel secondo turno contro Sousa, disputa una serie di tornei Challenger, vincendo il quinto trofeo di categoria a Gran Canaria superando in finale Carballes Baena. Mancate le qualificazioni nei tornei del tour principale e nei tornei Slam, perde terreno in classifica, anche per gli scarsi risultati a livello Challenger dove, nel resto della stagione, raggiunge la semifinale soltanto a Parma in ottobre.
A causa dei modesti risultati della stagione precedente, apre il 2023 con una classifica oltre la duecentesima posizione che gli consente di poter disputare tornei Challenger, senza peraltro riuscire a cogliere risultati di rilievo, e, a differenza delle ultime due stagioni, di dover tentare la via delle qualificazioni per gli Australian Open, dove però è sconfitto al secondo turno dall'ucraino Oleksii Krutykh. Precipitato oltre la trecentesima posizione del ranking, nella prima metà dell'anno raggiunge le semifinali soltanto nel Challenger di Antalya, venendo sconfitto da Ofner con due tie-break, e i quarti a Francavilla a Mare.
A luglio partecipa al Challenger di San Marino ma, nel corso del primo match contro Alexander Weis, è costretto al ritiro nel secondo set. Sarà l'ultimo match disputato da Mager nel 2023 e l'inizio di uno stop che, a causa di vari problemi fisici, lo terrà lontano dai campi fino al 2024.

### 2024: il rientro e il sesto trofeo Challenger
Per il rientro dopo il lungo stop, sceglie i Challenger sudamericani sulla sua superficie d'elezione, la terra rossa: nel primo dei due tornei disputati a Buenos Aires raggiunge subito i quarti di finale poi, a Punta del Este, prima supera i due turni di qualificazione poi, superando Cecchinato in semifinale, raggiunge il round finale del torneo dove batte in rimonta l'argentino Tirante tornando al successo quasi due anni dopo l'ultimo trofeo conquistato e risalendo di circa 60 posizioni nel ranking ATP.

## Statistiche

### Singolare

#### Finali perse (1)
| Legenda              |
| Grande Slam (0)      |
| ATP Finals (0)       |
| ATP Masters 1000 (0) |
| ATP Tour 500 (1)     |
| ATP Tour 250 (0)     |

| N. | Data             | Torneo                   | Superficie  | Avversario in finale | Punteggio   |
| 1. | 23 febbraio 2020 | Rio Open, Rio de Janeiro | Terra rossa | Cristian Garín       | 6(3)–7, 5–7 |

### Tornei minori

#### Singolare

##### Vittorie (10)
| Legenda tornei minori |
| Challenger (6)        |
| Futures (4)           |

| No. | Data              | Torneo                              | Superficie  | Avversario in finale        | Punteggio               |
| 1.  | 17 agosto 2014    | Georgia F3, Telavi                  | Terra rossa | Cristobal Saavedra-Corvalan | 2–4 ritiro              |
| 2.  | 19 settembre 2015 | Italy F27, Santa Margherita di Pula | Terra rossa | Yannick Maden               | 7–6(6), 2–6, 6–3        |
| 3.  | 31 ottobre 2015   | Italy F27, Santa Margherita di Pula | Terra rossa | Lorenzo Sonego              | 6–3, 6–3                |
| 4.  | 15 luglio 2017    | Italy F21, Casinalbo                | Terra rossa | Andrea Collarini            | 4–6, 7–6(0), 6–2        |
| 5.  | 20 gennaio 2019   | Koblenz Open, Coblenza              | Cemento (i) | Roberto Ortega-Olmedo       | 2–6, 7–6(6), 6–2        |
| 6.  | 14 aprile 2019    | Open Città della Disfida, Barletta  | Terra rossa | Nikola Milojević            | 7–6(7), 5–7, 3–2 ritiro |
| 7.  | 22 settembre 2019 | Biella Challenger, Biella           | Terra rossa | Paolo Lorenzi               | 6–0, 6(4)–7, 7–5        |
| 8.  | 4 aprile 2021     | Marbella Tennis Open, Marbella      | Terra rossa | Jaume Munar                 | 2–6, 6–3, 6–2           |
| 9.  | 6 marzo 2022      | Gran Canaria Challenger, Las Palmas | Terra rossa | Roberto Carballés Baena     | 7–6(6), 6–2             |
| 10. | 28 gennaio 2024   | Punta Open, Punta del Este          | Terra rossa | Thiago Agustín Tirante      | 5–7, 6–2, 6–0           |

#### Doppio

##### Vittorie (2)
| Legenda tornei minori |
| Challenger (1)        |
| Futures (1)           |

| Numero | Data              | Torneo                              | Superficie | Compagno          | Avversari in finale                     | Punteggio        |
| 1.     | 13 settembre 2014 | Italy F31, Santa Margherita di Pula | Cemento    | Federico Maccari  | Marcos Giraldi Requena Gonçalo Oliveira | 3–6, 6–4, [10–6] |
| 2.     | 10 febbraio 2019  | Chennai Open Challenger, Chennai    | Cemento    | Andrea Pellegrino | Matt Reid Luke Saville                  | 6–4, 7–6(7)      |

### Vittorie contro giocatori top 10
| Stagione | 2020 | Totale |
| Vittorie | 1    | 1      |

| #  | Giocatore     | Ranking | Evento                   | Superficie  | Turno | Punteggio   |
| -- | ------------- | ------- | ------------------------ | ----------- | ----- | ----------- |
| 1. | Dominic Thiem | 4       | Rio Open, Rio de Janeiro | Terra rossa | QF    | 7–6(4), 7–5 |